# Erasmus János
Erasmus János (Salzwedel, ? – Kolozsvár, 1601. március 17.), unitárius lelkész.

## Élete
1588 körül Jacobinus Bernát kolozsvári tanácsi kiküldött Lengyelországból Báthory Zsigmond fejedelem engedélylevelével hívta Erdélybe. Erasmus, mint az antwerpeni felsőbb iskola tudós tanára, már ismert volt irodalmi munkáiról. Könyvbe foglalta és kiadta hitnézeteit: ezek nemzete felfogásával ellentétben álltak, a fejedelem megtiltotta forgalomba bocsátását, és ezért hazáját el kellett hagynia; előbb Lengyelországba, onnan Kolozsvárra ment és miután meggyőződtek hitnézetei felől, másodpapi állást nyert a szász eklézsiában olyan feltétellel, hogy Fausto Socininek, akivel egy hitnézeten volt, az erdélyi unitáriusokétól különböző tanait a szószékről ne hirdesse. 1593. szeptember 25-én a szász nemzetbeliek kolozsvári plébánossá választották.

## Munkái
- Ad Faustum Socinum pro Christi praeexistentia ante Secula, cum Fausti Socini Responsione A. 1584
- Antithesis Doctrinae Christi et Antichristi de Uno Vero Deo. A. 1585. Neo-Stadium, 1586 (névtelenül, kiadta cáfolattal Zanchius Jeromos)
- Ad Faustum Socinum Johannis Epistola, in qua is de scripto quodam suo agit, qui Causas, propter quas vita aeterna contingat, conplectitur… (Fausti S. Senensis ad Amicos Epistolae 401–402. l. Erre Socini felelete 1590. ápr. 20. 402. l.)

Sok műve maradt kéziratban.